# Eleo (ciudad)
Eleo, Elayunte o Eleunte (del griego antiguo Ἐλαιοûς, ὁ/ Elaious o  Ἐλεοûς/Eleous, latín Elaeus) fue una polis (antigua ciudad griega). Era la más meridional del Quersoneso tracio,  a orillas del Helesponto. La ciudad estaba al sureste del Cabo Mastusia a 40 estadios de Sigeo. El géografo griego da una distancia hasta la polis de Cardia de unos 400 estadios. Los hallazgos arqueológicos y epigraficos la han identificado con la moderna localidad de Eski Hissarlik situada en el extremo oriental de la Bahía de Morto. el gentilicio es eleusio (Ἐλαιούσιοϛ)

## Historia
Fue colonia de Teos (ciudad de Jonia). La presencia de colonos griegos se remonta a finales del siglo VII a. C. según las evidencias arqueológicas.
Tenía una tumba, un templo y una cueva sagrada del héroe Protesilao. El templo dedicado a este héroe, se encontraba junto al mar, y era objeto de veneración y peregrinaje.
Fue miembro de la Liga de Delos. Figura en la lista de ciudades tributarias del distrito helespóntico desde 447-446 al 421-420 a. C. Pagaba un  tributo (phoros) de 3000 dracma griega antigua|dracmas anuales. En los años 430-429 y 429-428 a. C. aparece listada entre las ciudades que pagaban parte de su tributo en forma de misthos.
Artaíctes, gobernador persa de Sesto, se apropió de los tesoros de la cueva sagrada e hizo otras profanaciones. En represalia, Jantipo de Atenas, conquistó Sesto, lo apresó y lo crucificó en la cima de la colina que dominaba la ciudad de Mádito.
Para más información sobre los persas en Eleo, véase Quersoneso.
En 411 a. C., en la víspera de la Batalla de Cinosema, las naves atenienses dirigidas por Trasilo, lograron escaparse de la ciudad de Sestos poniendo rumbo hacia Eleo. Pero al amanecer, el navarca espartano, Míndaro, advirtió su presencia, las persiguió y capturó a las cuatro más rezagadas, de las cuales una había encallado frente al santuario de Protesilao y a la otra la abandonaron incendiada junto a la isla de Imbros. A la flota de Míndaro se sumaron otros 19 trirremes de la ciudad de Abidos, y asediaron Eleunte durante aquel día, pero al no conseguir su capitulación, zarparon hacia Abidos.
En el curso de la persecución espartana, los atenienses que se hallaban sitiando la ciudad de Ereso, levantaron el sitio, pusieron velas hacia el Helesponto, interceptaron a dos barcos de la flota de Míndaro, y al día siguiente atracaron en Eleunte, donde también llegaron las naves refugiadas en Imbros. Allí hicieron los preparativos para la Batalla de Cinosema.
Tres días después de esta batalla, los atenienses acantonados en Sesto, se dirigieron a Cícico que había defeccionado de la Liga de Delos. Avistaron 8 naves de Bizancio, fondeadas cerca de las ciudades de Príapo y Harpagio, y se apoderaron de ellas. Mientras, los peloponesios, desde Abidos se dirigieron a Eleunte, donde recuperaron sus naves apresadas.
Llegó entonces una flota de 180 trirremes que se enteró de que Lisandro se había apoderado de Lámpsaco, y seguidamente zarpó y fue derrotada en Egospótamos.
Fue la única ciudad del Quersoneso que se unió a la Segunda Liga ateniense. Permaneció leal a Atenas incluso bajo la presión del rey odrisio Cotis I y a pesar del asedio de Caridemo en 360 a. C. Su lealtad fue reconocida y recompnsada por los atenienses: en el año 341 a. C. los privilegios de los «quersonesitanos» fue ampliado a los eleusios, quienes obtuvieron los mismos derechos de propiedad que los clerucos atenienses asentados en el Quersoneso, probablemente en el 353 a. C bajo Cares y en el 343 a. C bajo Diofites. En esta ocasión, los embajadores de Eleos presumieron de haber sido premiados con la ciudadanía ateniense, ya que fueron invitados a cenar en el Pritaneo.
En 200 a. C., se sometió al monarca macedonio Filipo V.
En 190 a. C., durante la guerra entre los romanos y Antíoco III, Eleo, al igual que las ciudades de Dárdano y Retio, enviaron embajadores para poner sus ciudades bajo la protección de Roma.
Durante la guerra que sostuvo Constantino I el Grande contra su rival Licinio, el emperador romano entró con su flota en Eleo (323) mientras que la de Licinio se detuvo en la tumba de Áyax en la Tróade. (Véase Batalla de Adrianópolis).
El emperador bizantino Justiniano I la fortificó.
Elayunte acuñó monedas de bronce desde c. 350 al 281 a. C. En el anverso figuraba la cabeza de Atenea o de Artemisa, y en el reverso los motivos eran una corona, una lechuza o una abeja. La leyenda era ΕΛΑΙ, ΕΛΛΑΙΟΥΣΙΩΝ.